# Люка Шевальє
Люка Шевальє (6 листопада 2001) — французький футболіст, воротар клубу Ліги 1 «ПСЖ».

## Клубна кар'єра
Шевальє — вихованець молодіжної академії Лілля. Третій голкіпер клубу після Майка Меньяна та Орестіса Карнезіса під час чемпіонського сезону 2020–2021. У липні 2021 року приєднався до клубу Ліги 2 «Валансьєн» на правах оренди на один сезон. Дебютував на професійному рівні 18 вересня 2021 року в матчі проти «По», який завершився внічию 1–1.
10 вересня 2022 року Шевальє дебютував на професійному рівні у складі клубу свого дитинства, продемонструвавши відмінну гру проти «Марселя». Через кілька тижнів, 9 жовтня, він відбив пенальті та зробив вирішальні сейви під час домашньої перемоги «Лілля» над суперником по «Дербі дю Норд» — «Лансом» 1–0. Його похвалили за гру, яка принесла йому рейтинг 8/10 в La Voix du Nord і місце в команді тижня за версією L'Équipe. Після гри він розповів спортивному оглядачеві Prime Video Sport Тьєррі Анрі, що колишній воротар «Лілля» Майк Меньян зателефонував йому перед грою, щоб дати пораду та підбадьорити його. У січні 2023 року Шевальє продовжив контракт з «Ліллем» до червня 2027 року
9 серпня 2025 року Шевальє перейшов до клубу Ліги 1 «Парі Сен-Жермен», підписавши п'ятирічний контракт. Через 4 дні, 13 серпня 2025 року, Шевальє дебютував за ПСЖ у матчі за Суперкубок УЄФА 2025 року проти «Тоттенгем Готспур» після того, як воротар основний воротар ПСЖ Джанлуїджі Доннарумма не був включений до складу команди на матч. Шевальє зіграв важливу роль під час серії пенальті, відбивши пенальті від Мікі ван де Вена з «Тоттенгема», що дозволило ПСЖ виграти серію пенальті з рахунком 4–3.

## Виступи за збірні
Шевальє — колишній гравець молодіжної збірної Франції. Він виступав за команди до 16 і до 18 років у товариських матчах.
7 листопада 2024 року Шевальє отримав свій перший виклик до національної збірної Франції.

## Титули і досягнення
Лілль
- Чемпіон Франції: 2020–21[14]

Парі Сен-Жермен
- Володар Суперкубка УЄФА (1): 2025